# Crucero de instrucción

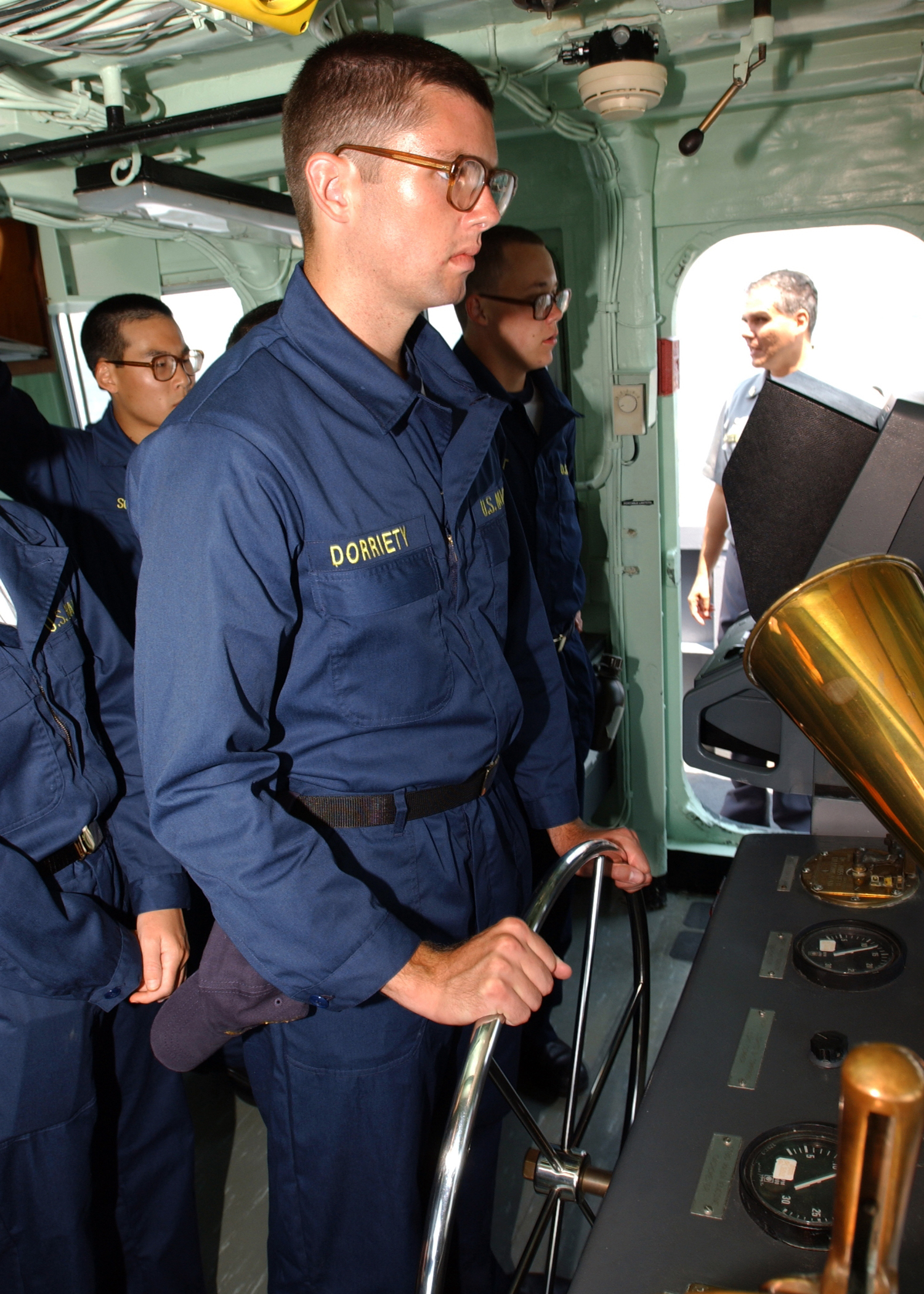
Formación de tripulantes de la Armada de los Estados Unidos.

 Los cruceros de instrucción son travesías en barco, normalmente en buques escuela, destinados a la formación de marinos ya sean de la marina mercante o pertenecientes a la armada. En el ámbito militar, hace referencia a una parte de la instrucción de los guardiamarinas en las distintas armadas.

## Cruceros de instrucción por países

### Armada española
Actualmente, dentro del plan de formación que imparte la Escuela Naval Militar se contempla un crucero de instrucción en el buque escuela Juan Sebastián Elcano que se prolonga durante el segundo semestre del cuarto curso de carrera de un total de cinco años que dura la formación de los guardias marina españoles. Esta travesía suele consistir en un viaje a América de 6 meses, en el que se realizan una 20.000 millas de recorrido y 155 singladuras durante el cual los alumnos compaginan la formación teórica en aulas con las actividades diarias propias de la navegación.